# لورا هيوز (نسوية)
لورا هيوز لوندي (1886 – 1966) كانت ناشطة نسوية كندية، واشتراكية، وداعية للسلام. كانت متحدثة صريحة حول السلامية في تورنتو خلال الحرب العالمية الأولى (1914-1918). عند نهاية الحرب تقريبًا، تزوجت وانتقلت إلى شيكاغو، حيث كانت نشطة في العديد من القضايا المدنية لبقية حياتها، وخاصة في النضال من أجل حقوق المرأة وتحسين التعليم.

## الأسرة
وُلِدت لورا هيوز في تورونتو، كندا، في عام 1886. كانت ابنة لجيمس لافلين هيوز وأدلين ماريان هيوز، معلمان ومصلحان مشهوران في تورنتو. كان والدها كبير مفتشي المدارس في تورونتو، وكانت والدتها أول معلمة رياض أطفال في تورونتو. أيّد جيمس هيوز حركة الاعتدال، وعارض العقاب البدني في المدارس، وكان مؤمنًا قويًا بالنظافة. دعم بشغف الإمبراطورية البريطانية، وأطلق حركة التدريب العسكري في المدارس الحكومية الكندية. كان عمها، السير سام هيوز، وزير الميليشيا خلال الحرب العالمية الأولى.
عملت المرأة الشابة لورا هيوز في مصنع، ثم نشرت ورقة بحثية تصف ظروف العمل التعسفية التي وجدتها. أقامت حملة لإصلاح قوانين العمل بناءً على خبرتها. شاركت في تأسيس حزب العمل الكندي.

## الحرب العالمية الأولى
كانت لورا هيوز نشطة في الحركة السلامية خلال الحرب العالمية الأولى. عمها السير سام هيوز «عرض عليها نصف جزء من أرض البراري في حال تخلّت عن اهتمامها بالعمل السلامي»، لكنها رفضت ذلك. حضرت مؤتمر السلام للمرأة في لاهاي عام 1915. في هذا الاجتماع، أُنشئت اللجنة الدولية للنساء من أجل السلام الدائم، برئاسة جين أدامز الأمريكية. رفضت العديد من النساء الكنديات الحضور، إذ وجدن أن ولاءهنّ للإمبراطورية أقوى من ارتباطهن بالسلامية. اتهمت الصحافة النساء اللاتي حضرن بـ«الوقوع تحت تأثير المتآمرين الألمان في مؤتمر السلام المزعوم».
بعد عودتها من أوروبا، انضمت هيوز وغيرها من الناشطات النسويات إلى جمعية تورونتو للاقتراع، والرابطة النسائية الاجتماعية الديمقراطية لإنشاء حزب السلام النسائي الكندي (دبليو بّي بّي). المؤسسين المشاركين في «دبليو بّي بّي» هما إلسي تشارلتون وأليس أميليا تشون. ينتمي «دبليو بّي بّي» إلى الرابطة النسائية الدولية للسلام والحرية (دبليو آي إل بّي إف). كانت هيوز منظِّمة لفرع «دبليو آي إل بّي إف» الكندي. كتبت في أواخر أكتوبر من عام 1916 أن الفرع الكندي لـ«آي سي دبليو بّي بّي» كان نشطًا في كل مقاطعات كندا باستثناء كولومبيا البريطانية. كانت ادعاءات هيوز استثنائية حول أن الدافع وراء الأرباح كان لإبقاء الحرب حية. على عكس غيرها من النساء الداعيات للسلام، يبدو أنها تجنّبت استخدام الحجج النسوية الأمومية. كتبت هيوز بتشاؤم في عام 1916، إذا كانت هذه هي الحرب الأخيرة، كما يأمل الكثير منا، فسوف نحتاج إلى كل أونصة من القوة السلامية لجعلها كذلك. دائمًا ما تكون القوى الرجعية في العالم أقوى بعد الحرب. يتمتع العسكريون بقوة أكبر من أي وقت مضى. بعد هذه الحرب، سيتحكم صندوق التسلّح الدولي، المسيطر إلى حد كبير على تصنيع الذخائر لكلا الطرفين، بمعظم أموال العالم، وبالتالي بقوة كبيرة؛ ولن يسمح بتدمير سوقه في حال استطاعت مساعدته.
أصبحت هيوز مرتبطة بحزب العمل المستقل (آي إل بّي). تحدثت هيوز علنًا ضد التجنيد في القوات المسلحة عندما أصبح الأمر قضيةً عام 1917، وأُشيد بموقفها من قبل «إس دي بّي سي». عارضت العديد من النسويات مبدأ السلامية. استجابت المرأة في أواخر صيف عام 1917 إلى تقرير مفاده أن هيوز وهارييت دنلوب برينتر، الموصوفتين باسم «صاحبات حق الاقتراع البارزات»، ربطتا بين حق الاقتراع والسلامية في أونتاريو. وفقًا لما ذكره المحرر جيسي كامبل ماكليفر، أعرب «الاتحاد الوطني ورابطة حق الانتخاب المتساوي في أونتاريو» مرارًا وتكرارًا عن رفضهما التام لأي مسألة تتعلق بالسلام المبكّر. أُودِع كل أدب سلمي، استُلم من لاهاي وأماكن أخرى، من قبل هذه المجتمعات في سلة النفايات. «يبدو أن هيوز وبرينتر خاضتا كفاحًا لقيادة دعاة السلام النسائي في تورونتو».

## شيكاغو
في ديسمبر من عام 1917، تزوجت لورا هيوز بإيرلينغ لوندي من شيكاغو، معارض للخدمة العسكرية، وانتقلا إلى شيكاغو. بحلول نوفمبر من عام 1918 أصبحت أمًّا. لديها ابنان، تشيستر وليف. سُجِن زوج هيوز بسبب موقفه حتى خريف عام 1920. عملت لورا لدعم المعارضين للخدمة العسكرية في الفترة الممتدة بين عامي 1918-1920، بمساعدة والد زوجها.
أمضت لورا لوندي الكثير من الوقت في تعليم النساء حول حقوقهن ومسؤولياتهن بصفتهن مواطنات. وضعت لنفسها مهمة «السعي نحو حكومة صالحة». أصبحت وجين أدامز صديقتين مقربتين. قامت لوندي بحملة من أجل تشريع قوانين لتنظيم عمل الأطفال، والأمن الوظيفي للمعلمين، ومساعدة الدولة للتعليم وإصلاحات الانتخابات. أصبحت لورا رئيسة تعليمية لاتحاد إلينوي للنساء الناخبات. لعبت دورًا نشطًا في نادي مدينة شيكاغو. ترأست لجان الولاية مثل اللجنة المشتركة لآلات التصويت، ولجنة إلينوي للقضاء على السل.
في عام 1939، حصلت النساء على حقهم في الخدمة في هيئات المحلفين في ولاية إلينوي. لوندي أول رئيسة أنثى للجنة التحكيم الفدرالية الكبرى في الولاية. كانت عضوًا في «بيج 19» في أوائل الخمسينيات من القرن العشرين، وهي مجموعة ضغط دفعت الحكومة المحلية لمكافحة الجريمة المنظمة. أصبحت رئيسة لجمعية إصلاح الخدمة المدنية. شاركت في منظمات مثل اللجنة المشتركة للشؤون المدرسي،  والمنطقة الصحية لمقاطعة كوك، ومؤتمر إلينوي للتشريع، والتبادل المدني في إلينوي، ومكتبة ولاية إلينوي.
توفيت لورا هيوز لوندي في عام 1966. خصصت لها مدرسة إبينجر في إديسون بارك، شيكاغو، غرفة موارد التعلم. كتبت صحيفة شيكاغو دايلي نيوز أن «الآنسة لورا هيوز لوندي، حسب أي معيار للحكم، مُصنَّفة على أنها واحدة من أكثر مواطني شيكاغو نفعًا».

## المنشورات
- لوندي، لورا هيوز (1937). نظام مدارس إلينوي في عام 1937. رابطة إلينوي للنساء الناخبات.
- لوندي، لورا هيوز (1938). المدارس الصغيرة في إلينوي. رابطة إلينوي للنساء الناخبات.
- لوندي، لورا هيوز. أوراق، 1931-1967. جامعة إلينوي في شيكاغو. أُرشِفت النسخة الأصلية بتاريخ 2014-09-03. استُرجِعت في 2014-08-28. التقارير، والنشرات، والمذكرات، والمراسلات، والرسائل الإخبارية المتعلقة بمواطنين شيكاغو الكبرى، والمراجعة المدنية الوطنية، ومؤتمر إلينوي للتشريع، ولجنة المحاكم الحديثة في إلينوي.